# شاپور مرحبا
شاپور مرحبا (زاده ۱۳۳۶ در آستارا) سیاستمدار و نماینده دوره‌های چهارم، پنجم و هفتم حوزه انتخابیه آستارا در مجلس شورای اسلامی است. شاپور مرحبا برادر یوسف مرحبا می‌باشد که در اوایل انقلاب اسلامی رئیس دادگاه انقلاب، نماینده حاکم شرع، فرمانده عملیات و قائم مقام سپاه شهرستان آستارا بود و در یکم شهریور سال ۱۳۶۰ بدست مجاهدین خلق ترور شد. دو هفته پس از آن نیز شاپور مرحبا مورد حمله تروریستی قرار گرفت.

## دوران زندگی
او به همراه برادران و همرزمانش از بنیانگذاران سپاه پاسداران انقلاب اسلامی آستارا و سپس سپاه پاسداران انقلاب اسلامی تالش بشمار می‌رود. وی در اوایل انقلاب و همزمان با حضور در جبهه و جنگ، عضو شورای فرماندهی، مسئول آموزشی، مسئول پرسنلی سپاه پاسداران انقلاب اسلامی شهرستان آستارا بوده‌است.
برادر او یوسف مرحبا که نمایندهٔ حاکم شرع و معاون دادستان آستارا بود، ظهر روز ۱ شهریور ۱۳۶۰ در آستارا ترور شده
چند روز پس از این ترور، در روز ۱۵ شهریور سازمان مجاهدین خلق اقدام به ترور شاپور مرحبا می‌کنند که وی در این ترور زخمی می‌شود. ضارب این دو برادر، یکی از رهبران سازمان مجاهدین خلق آستارا به نام بهنام مهرانی‌پور بود که پس از فرار از صحنهٔ ترور شاپور مرحبا، طی درگیری مسلحانه در لوندویل دستگیر شده و در ۲۱ شهریور با حکم دادگاه انقلاب اسلامی آستارا اعدام شد. کمی پس از اعدام، خانه تیمی و اسلحه‌هایش نیز کشف شده بود.

## سوابق
وی از اوایل انقلاب دارای مسئولیت‌های شهرستانی، استانی، کشوری و پارلمانی مختلفی بوده که به شرح ذیل می‌باشد:
1. شهردار شهر لشت نشاء
2. شهردار شهر رضوانشهر
3. معاونت شهرداری رشت
4. نماینده دوره چهارم، پنجم، هفتم مجلس شورای اسلامی از حوزه انتخابیه آستارا
5. مشاور امنیتی و انتظامی وزیر کشور
6. مشاور وزیر بازرگانی
7. مشاور وزیر جهاد سازندگی
8. مشاور وزیر کشاورزی
9. نایب رئیس کمیسیون امور اجتماعی مجلس شورای اسلامی
10. نایب رئیس کمیسیون امور بازرگانی و توزیع مجلس شورای اسلامی
11. نایب رئیس کمیسیون نهادهای انقلاب اسلامی مجلس شورای اسلامی
12. نایب رئیس کمیسیون منطقه تجاری و صنعتی آزاد آستارا در مجلس شورای اسلامی
13. رئیس کمیسیون خاص بررسی علل ضایعات نان مجلس شورای اسلامی
14. رئیس گروه دوستی پارلمانی ایران و گرجستان
15. رئیس گروه دوستی پارلمانی ایران و بلغارستان
16. نایب رئیس گروه دوستی پارلمانی ایران و آذربایجان
17. نایب رئیس گروه دوستی پارلمانی ایران و رومانی
18. عضو شورای عالی رفاه و تأمین اجتماعی
19. عضو فراکسیون تعاون مجلس شورای اسلامی
20. عضو هیئت رئیسه فراکسیون آموزش و پرورش مجلس شورای اسلامی
21. عضو هیئت رئیسه فراکسیون کارگری مجلس شورای اسلامی
22. منتخب مجلس شورای اسلامی در توسعه و تجهیز استان گیلان
23. عضو کمیته برنامه‌ریزی استان گیلان
24. عضو هیئت رئیسه کانون نمایندگان ادوار مجلس شورای اسلامی،[۱۵]
25. عضو هیئت مدیره سازمان هدفمندسازی یارانه‌های کشور[۱۶]

## تاریخچه انتخاباتی
| سال  | انتخابات             | میزان رأی | ٪     | رتبه | نتیجه              |
| ---- | -------------------- | --------- | ----- | ---- | ------------------ |
| ۱۳۶۳ | مجلس دوم             |           |       |      | راهیابی به دور دوم |
| ۱۳۶۳ | دور دوم مجلس دوم     |           |       | ۲    | شکست               |
| ۱۳۷۱ | مجلس چهارم           | ۱۲٬۲۷۲    | ۴۴٫۴  | ۱    | پیروزی             |
| ۱۳۷۴ | مجلس پنجم            | ۱۹٬۸۱۰    | ۵۵٫۱  | ۱    | ابطال انتخابات     |
| ۱۳۷۵ | میان‌دوره‌ای مجلس پنجم | ۱۵٬۱۲۴    | ۵۹٫۹  | ۱    | پیروزی             |
| ۱۳۷۸ | مجلس ششم             |           |       |      | شکست               |
| ۱۳۸۲ | مجلس هفتم            | ۲۲٬۹۸۴    | ۵۱٫۷۸ | ۱    | پیروزی             |
| ۱۳۸۶ | مجلس هشتم            | ۱۳٬۴۶۲    | ۳۰٫۸۲ | ۲    | شکست               |
| ۱۳۹۰ | مجلس نهم             | —         | —     | —    | ردصلاحیت           |
| ۱۳۹۴ | مجلس دهم             | —         | —     | —    | ردصلاحیت           |
| ۱۳۹۸ | مجلس یازدهم          | —         | —     | —    | ردصلاحیت           |